# Servus servorum Dei

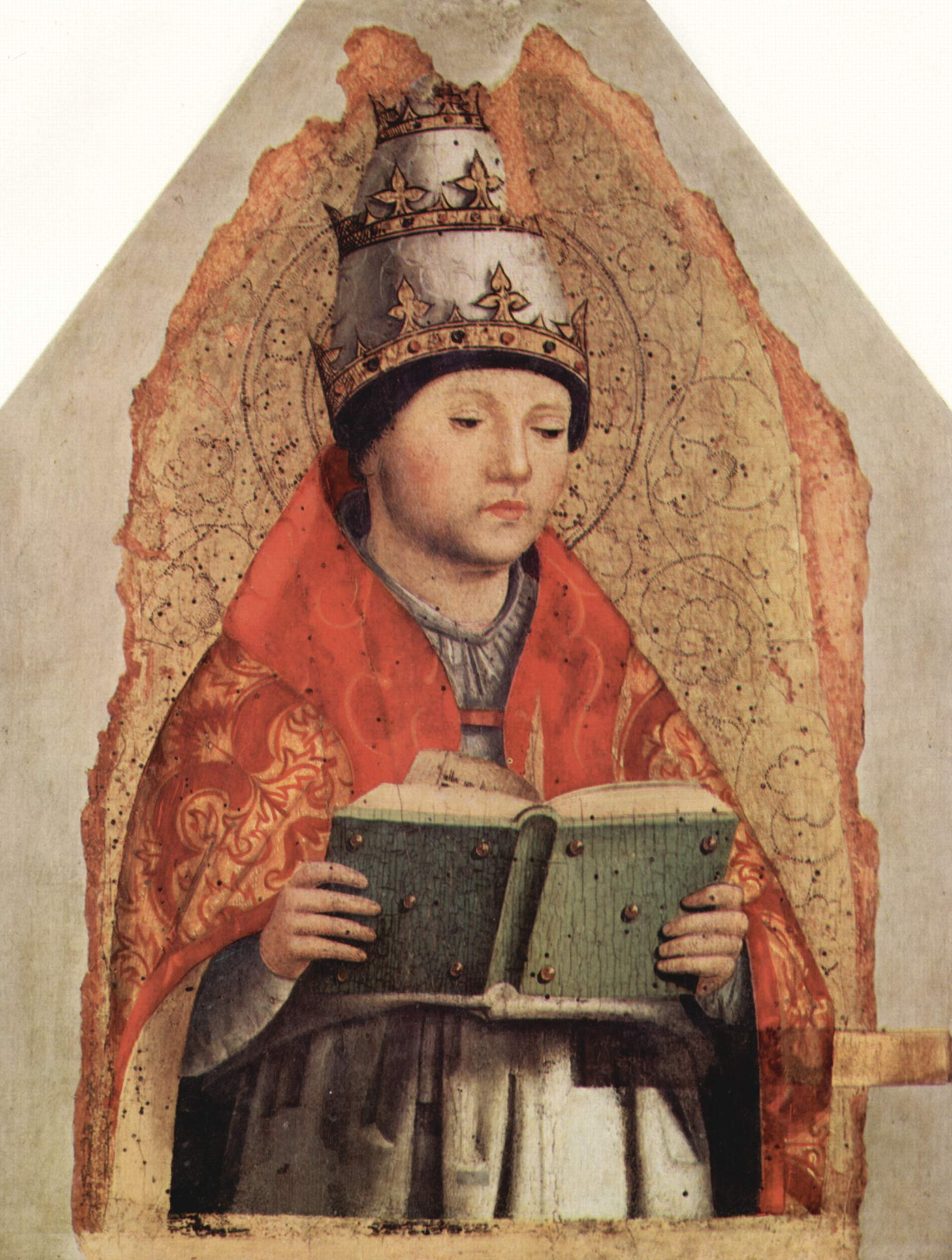
Papa Gregorio I

Servus servorum Dei, in italiano "servo dei servi di Dio", è uno dei titoli propri del Papa, introdotto da papa Gregorio I come contromossa in seguito all'assunzione nel 587/88 da parte di Giovanni IV Nesteutes, patriarca di Costantinopoli dell'attributo di "ecumenico", con l'appoggio dell'imperatore bizantino Maurizio, mantenuto poi nonostante le proteste papali e il decreto del successore Foca (607) a conferma del primato della Sede romana, come riconosciuto dai precedenti concili ecumenici.
Indica la superiorità, ma allo stesso tempo l'umiltà del Pontefice davanti a Dio. "Servo di Dio" è, nell'Antico Testamento, l'appellativo dei profeti: "Parla, Signore, il Tuo servo ti ascolta" (1Sam 3, 9-10).
Sant'Agostino aveva anticipato l'attribuzione di questo titolo a sua madre, santa Monica, più di un secolo prima quando, nelle sue Confessioni, la chiama la "serva servorum tuorum", cioè, "la serva dei tuoi servi", intendendo dire i servi di Dio (Conf. 9,9,22).

## Nei Vangeli
Prima di giungere a Cafarnao, luogo di un precedente esorcismo, il Signore rivela che il Figlio dell'uomo sarebbe stato ucciso e risorto dopo tre giorni. 
Il Vangelo secondo Marco, riferendosi al suo esempio e al sommo sacrificio per il genere umano nella morte di croce, insegna ai Dodici: «Se uno vuole essere il primo, sia l’ultimo di tutti e il servitore di tutti», e ad accogliere i bambini nel Suo nome.